# Rito Esteban Novillo
Rito Esteban Novillo (La Villa de Don Fadrique, Toledo, 22 de mayo de 1890- La Habana, Cuba, 11 de septiembre de 1973) fue un ensayista, orador y político, exiliado español. Estudió en un primer momento en su localidad natal y posteriormente, se trasladó a Madrid, donde empezó a trabajar como dependiente en una sastrería y se inicia en la lucha social y política.

## Biografía
En 1910 se afilió a las Juventudes Socialistas y el 1 de agosto de 1911 en la Agrupación Socialista de Madrid. Fue vocal del Comité Nacional de las Juventudes Socialistas de España de 1912 a 1915 y en 1919-1920, estando entre los fundadores del Partido Comunista Español en abril de 1920. Participó en la creación del Partido Comunista en 1921 y trabajó como director de El dependiente español en los años 1913-1914, firma en Renovación artículos sobre la situación sindical de los dependientes. También fue redactor en El Comunista.  Bajo el seudónimo de Eloy de Vilma publicó el folleto de orientación leninista Sobre la marcha o el folleto La Commune (Reseña histórica)
También perteneció a la masonería, donde ingresó en agosto de 1919 con el nombre simbólico de “Fígaro”, formando parte de la logia “Hispano Americana” de Madrid, donde alcanzó el grado 1º. 
Ejerció de maestro de la escuela de la Casa del Pueblo de Sama. Habitual conferenciante en centros obreros comunistas, participante en actos de controversia, fue opositor activo de la dictadura de Primo de Rivera, lo que le supuso ingresar en prisión en diversas ocasiones como por ejemplo en septiembre de 1921 por sus actividades políticas, cuando ya era integrante del Partido Comunista, y por su libertad se manifiestan otros maestros de la zona.
Debido a la persecución a la que la dictadura de Primo de Rivera somete a Rito Esteban, en mayo de 1925 emigró hasta México, donde llegó el 14 de junio siguiente y trabajó como sastre hasta 1930, fecha en la que regresó a España, volviendo a militar en el PCE. A partir de entonces volvió a establecer contacto con el comunismo español y trabajó en la divulgación de literatura marxista. Con el estallido de la guerra civil formó parte de la Comisión Político-Militar del Partido Comunista. En 1938 ocupó la dirección de la editorial "Publicaciones Antifascistas de Cataluña". En dicho año dio clases en la Escuela de Cuadros del PSUC en Sant Cugat del Vallés y también publicó el folleto Por una política de cuadros (1938). 
Finalizada la guerra cruzó la frontera hasta Francia y posteriormente embarcó en el vapor Flandre con destino a la República Dominicana. Dos años después, en 1941, se asentó de manera definitiva en La Habana, donde reanudó su actividad como activo periodista, conferenciante y traductor hasta su muerte en 1973. En su exilio colaboró con los comunistas cubanos y trabajó en la redacción de la Editorial "Páginas" y de las revistas Fundamento y Carta Semanal e impartió numerosas conferencias y charlas en los locales de los sindicatos obreros, y fue profesor de historia del movimiento obrero en el cursillo de capacitación para escritores obreros creado en 1946. A su vez ejerció como representante en Cuba de la U.G.T. y formó parte del ejecutivo de la institución antifranquista Casa de Cultura, participando en muchos actos antifranquistas. En el mensuario Per Catalunya redactó la sección <<Panorama Internacional>> y escribió como colaborador en las revistas CTC, Nosotros, Azúcar, Lux y España Republicana y tradujo obras del francés. Falleció en La Habana el 11 de septiembre de 1973 a los 83 años.

## Obras
- Sobre el movimiento obrero de Europa y América. Prólogo de Lázaro Peña – La Habana : Ediciones Lluita, 1946
- Lucha de clases y movimiento obrero  – La Habana: Imprenta Nacional de Cuba, 1961